# Вознесенка (Омская область)
Вознесенка — деревня в Тевризском районе Омской области России. Входит в состав Журавлёвского сельского поселения.

## История
Вознесенка была основана в 1922 году. По данным 1928 года в деревне (в тот период хуторе Вознесенском) имелось 25 хозяйств и проживало 137 человек (в основном — русские). В административном отношении Вознесенский входил в состав Журавлёвского сельсовета Тевризского района Тарского округа Сибирского края.

## География
Деревня находится в северной части Омской области, на берегу озера Летнее (старица реки Иртыш), на расстоянии примерно 14 километров (по прямой) к востоку от посёлка городского типа Тевриз, административного центра района. Абсолютная высота — 62 метра над уровнем моря.

### Часовой пояс
Деревня Вознесенка, как и вся Омская область, находится в часовой зоне МСК+3. Смещение применяемого времени относительно UTC составляет +6:00.

## Население
| 1926 | 2010 |
| ---- | ---- |
| 137  | ↘46  |

Гендерный состав
По данным Всероссийской переписи населения 2010 года в гендерной структуре населения мужчины составляли 54,3 %, женщины — соответственно 45,7 %.
Национальный состав
Согласно результатам переписи 2002 года, в национальной структуре населения русские составляли 99 %.

## Улицы
Уличная сеть деревни состоит из одной улицы (ул. Вознесенская).